# Maria de Battenberg
Maria Carolina de Battenberg (em alemão: Marie Karoline von Battenberg; 15 de fevereiro de 1852 – 20 de junho de 1923) foi uma princesa de Battenberg por nascimento e princesa de Erbach-Schönberg por casamento. Ela trabalhou como escritora e tradutora.
Maria Carolina era a filha mais velha do príncipe Alexandre de Hesse e Reno e da fundadora da Casa de Battenberg, a sua esposa morganática, a condessa Julia de Hauke, filha do conde contador polonês Hans Moritz von Hauke. Como resultado de um casamento morganático, Maria Carolina e seus irmãos foram excluídos da sucessão do Grão-Ducado de Hesse, sendo criados os Príncipes de Battenberg, com o estilo de Sua Alteza Sereníssima. Maria foi concebida seis meses antes de seus pais se casarem, então ela sempre disse às pessoas que seu aniversário era 15 de julho e não fevereiro.

## Casamento e filhos
A princesa casou-se em 19 de abril de 1871 em Darmstadt, com o conde Gustavo Ernesto de Erbach-Schönberg, que foi elevado ao cargo de príncipe (alemão: Fürst) em 1903 devido a laços familiares com a Família real britânica e a Família imperial da Rússia. Eles tiveram quatro filhos:
| Nome                                    | Nascimento             | Morte                 | Observações |
| --------------------------------------- | ---------------------- | --------------------- | --- |
| Alexandre, Príncipe de Erbach-Schönberg | 12 de setembro de 1872 | 18 de outubro de 1944 | Casou-se, em 1900, com a princesa Isabel de Waldeck e Pyrmont (6 de setembro de 1873 — 23 de novembro de 1961); com descendência.              |
| Maximiliano de Erbach-Schönberg         | 17 de março de 1878    | 25 de março de 1892   | Não se casou; sem descendência. |
| Vítor de Erbach-Schönberg               | 26 de setembro de 1880 | 27 de abril de 1967   | Casou-se, em 1909, com a condessa Elisabeth Széchényi de Sarvar et Felsö-Vidék; sem descendência.                                              |
| Maria de Erbach-Schönberg               | 7 de julho de 1883     | 12 de março de 1966   | Casou-se, em 1900, com o príncipe Frederico Guilherme de Stolberg-Wernigerode (23 de julho de 1870 — 23 de janeiro de 1931); com descendência. |

## Títulos e honras
- 15 de julho de 1852 – 26 de dezembro de 1858: "Sua Alteza Ilustríssima, a Condessa Maria de Battenberg"
- 26 de dezembro de 1858 – 19 de abril de 1871: "Sua Alteza Sereníssima, a Princesa Maria de Battenberg"
- 19 de abril de 1871 – 18 de agosto de 1903: "Sua Alteza Sereníssima, a Princesa Maria, Princesa Gustavo de Erbach-Schönberg"
- 18 de agosto de 1903 – 20 de junho de 1923: "Sua Alteza Sereníssima, a Princesa Gustavo de Erbach-Schönberg"